# Anna d'Àustria (reina de França)
Anna d'Àustria (Valladolid, 22 de setembre de 1601 - París, 20 de gener de 1666) fou reina de França. Infanta d'Espanya amb el tractament d'altesa reial que esdevingué reina consort de França i regent d'aquest país (1643 - 1651) fins a la majoria d'edat del seu fill que seria el Rei Sol.

## Família
Nascuda a la cort reial de Valladolid el 1601 fou filla del rei Felip III d'Espanya i la seva esposa, l'arxiduquessa Margarida d'Àustria. Per línia paterna era neta de Felip II d'Espanya i de l'arxiduquessa Anna d'Àustria, i per línia materna de l'arxiduc Carles d'Àustria i de la princesa Maria Anna de Baviera. Fou germana gran de Felip IV de Castella.
Es va casar el 24 de novembre de 1615 a la ciutat de Bordeus amb el rei Lluís XIII de França. D'aquesta unió nasqueren dos fills:
- Lluís XIV de França, nat a Saint-Germain-en-Laye el 1638 i mort el 1715 a Versalles. Es casà amb la infanta Maria Teresa d'Espanya.
- Felip d'Orleans, nat el 1640 a Saint-Germain-en-Laye i mort el 1701 a Saint-Cloud. Es casà en primeres núpcies amb la princesa Enriqueta d'Anglaterra i en segones núpcies amb la princesa Elisabet Carlota del Palatinat.

## Reina consort de França

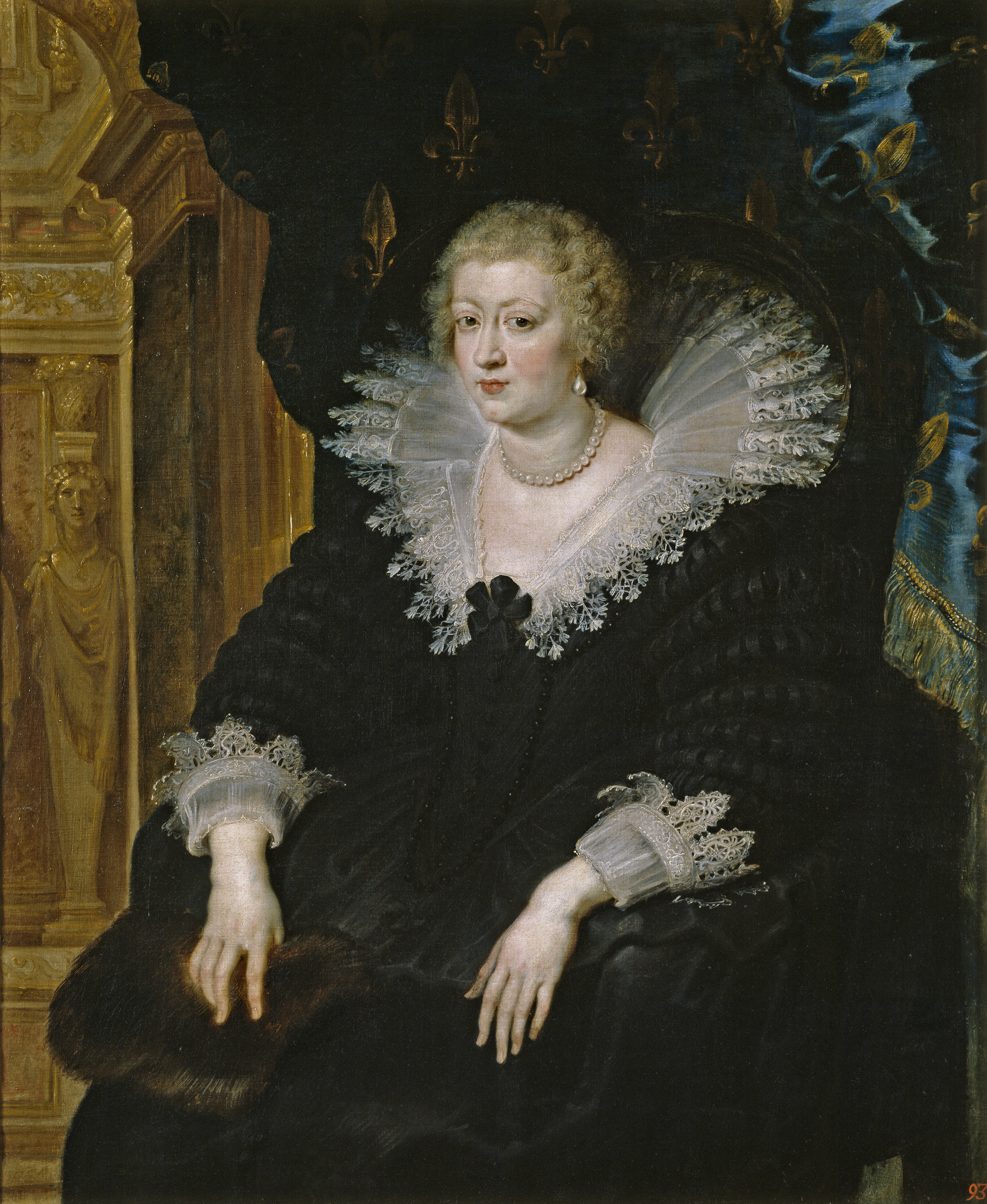
Anna d'Àustria, en un retrat de Rubens de l'any 1622

En un compromís de l'aliança hispano-francesa desitjada per Maria de Mèdici, el 18 d'octubre de 1615 es casaren a Burgos Anna d'Àustria i Lluís XIII. Aquest no hi fou present i fou representat pel duc d'Uceda. Aquell mateix dia, a Bordeus, Isabel de França, germana de Lluís XIII, es casà amb el futur rei Felip IV de Castella. Posteriorment es produí l'intercanvi de les princeses a la ciutat de Bidasoa. La unió física entre Anna i Lluís XIII, així com d'Isabel i Felip IV, es feu el 21 de novembre del mateix any a Bordeus.
Instal·lada als apartaments del Palau del Louvre, Anna d'Àustria, davant la indiferència del seu marit, s'envoltà de cortesanes castellanes i continuà amb el model de vida castellà, amb grans dificultats per aprendre el francès.
Tot i la joventut dels nous casats, la unió es consumà ràpidament per qüestions polítiques. Maria de Mèdici, regent del moment, no volgué comprometre ni posar en perill la unió del seu fill. La inexperiència dels dos joves comportà una humiliació del príncep hereu francès, cosa que li generà un gran ressentiment vers la seva mare i provocà que no s'apropés més a la seva dona en els següents tres anys.
Fins al cop d'estat de Lluís XIII contra la seva mare el 1617, la situació no canvià. Conscient del problema diplomàtic existent, així com dinàstic al no haver-hi fills, Carles Albert de Luynes intentà canviar la manera de fer de la reina. Així, s'expulsà les dames de companyia castellanes vers la cort de Madrid i foren substituïdes per cortesanes franceses. Sota la influència de la muller de Luynes, Anna fou vestida i es comportà com una francesa. A partir d'aquell moment, Lluís XIII començà a sentir una especial devoció per Anna.
Va ser acusada de traïció, acusació basada en la correspondència secreta que mantenia amb el seu germà Felip IV de Castella, pel que va ser inculpada d'intrigar contra el seu major enemic el cardenal Richelieu; i se li va atribuir l'haver participat en la conspiració de Chalais i del Cinc de març, imputacions que, sembla ser, van mancar de versemblança.
Se li va atribuir una aventura amorosa amb George Villiers, duc de Buckingham, sense que realment pogués provar-se malgrat les contínues visites que aquest realitzava a París per a entrevistar-se amb la reina. Aquests galantejos van propiciar la separació del matrimoni. Anna es va retirar al seu castell de Val-de-Grâce en el qual va romandre diversos anys, fins que va acabar per reconciliar-se amb Lluís XIII, i va retornar a la cort de París.

## Regència de França
A la mort de Richelieu, l'any 1642, i posteriorment del seu espòs, el 1643, fou nomenada regent de França. Va aconseguir que el Parlament de París abolís el testament de Lluís XIII, que limitava les seves prerrogatives. Va nomenar el cardenal Giulio Mazzarino, ja present al Consell de regència, President del consell real. Es va sospitar que va contreure matrimoni secret amb ell, encara que mai es va poder aportar cap documentació que ho provés, tot i que alguns indicis així ho indicaven.

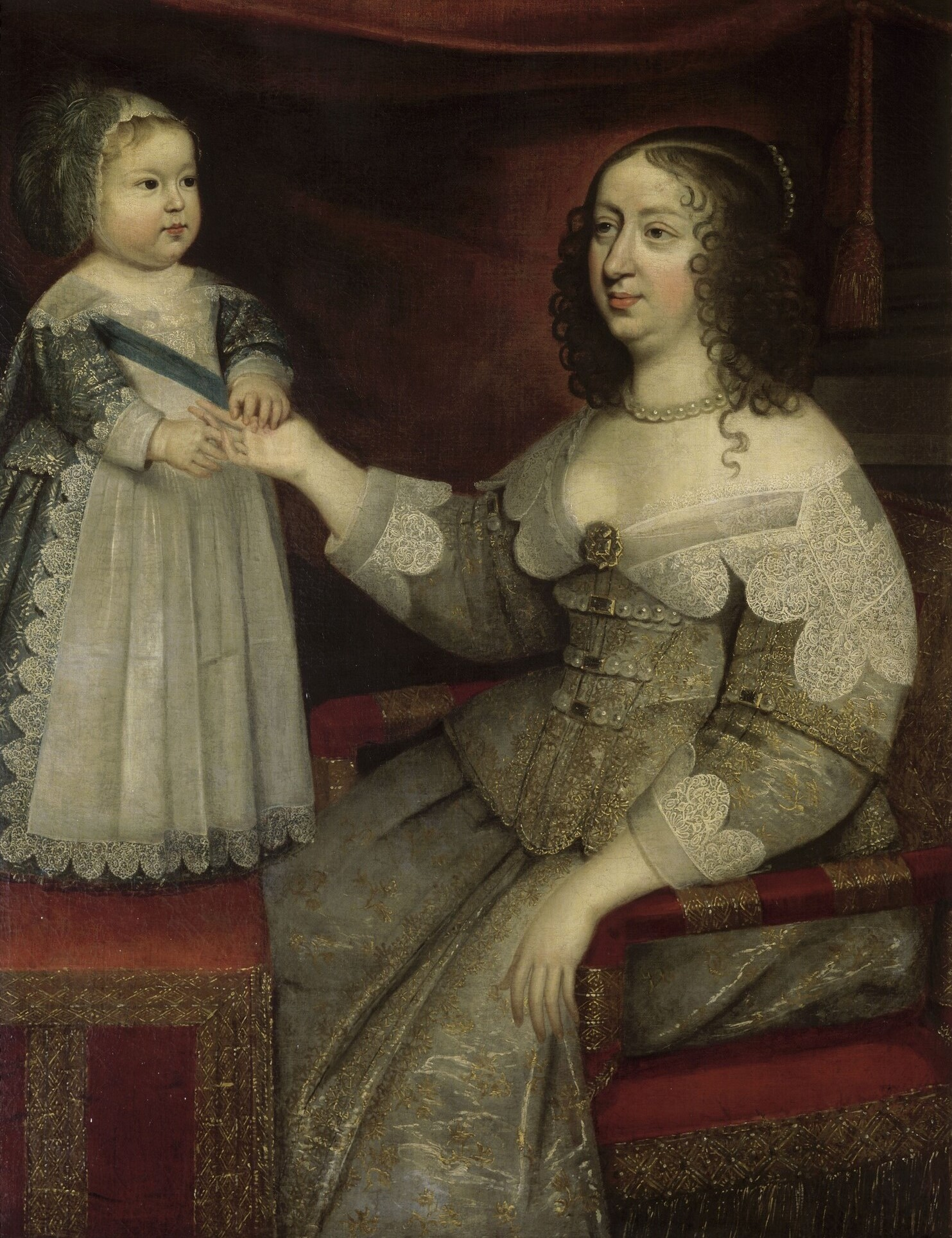
Anna d'Àustria i el seu fill Lluís XIV de França

Amb el suport del Cardenal Mazzarino va acabar amb la Guerra dels Trenta Anys, en la qual el Regne de França va obtenir importants guanys territorials, va continuar lluitant contra les Espanyes a la Guerra dels Segadors i va acabar amb les revoltes dels aristòcrates liderats per Lluís II de Borbó-Condé que va ser coneguda com la Guerra de la Fronda.
En arribar Lluís XIV de França a la seva majoria d'edat (en aquells moments als 13 anys), el 1651, va ascendir al tron i les activitats polítiques d'Anna d'Àustria foren considerablement reduïdes, encara que la seva preponderància va continuar deixant-se sentir mentre va viure Mazzarino. A la mort d'aquest, l'any 1661, Lluís XIV va assumir tot el poder i la reina es va retirar, de nou, a Val-de-Grâce, on va romandre fins a la seva defunció el 1666.